# Nedre Hänalamm
Nedre Hänalamm är en sjö i Ljusdals kommun i Hälsingland och ingår i Ljusnans huvudavrinningsområde.